# Hernando Siles Reyes
Siles     Reyes  est un nom espagnol. Le premier nom de famille, en général paternel, est  Siles ; le second, en général maternel, souvent omis, est  Reyes.
Hernando Siles Reyes, né le 5 août 1882 à Sucre (Bolivie) et mort le 23 novembre 1942 à Lima (Pérou), est un avocat et homme d'État bolivien, président de la République de 1926 à 1930.

## Biographie
Diplômé en droit de l'université San Francisco Xavier, il enseigne à l'université de Sucre et à celle de La Paz, dont il est également doyen de la faculté de Droit. Il exerce aussi son métier d'avocat à La Paz.

### Carrière politique
Précurseur du nationalisme bolivien, il est préfet du département d'Oruro, ministre de l'Instruction publique, de la Guerre et de la Colonisation, et sénateur pour le département de Chuquisaca. En 1926, il est élu président de la république. Pendant son mandat, il améliore le réseau ferroviaire du pays et fonde la Banque nationale de Bolivie. Alors que la crise économique atteint le pays, il est tenté de prolonger son mandat, mais un coup d'État met fin à ses fonctions en 1930 et il est contraint de s'exiler au Chili, puis au Pérou.

### Famille
Deux de ses fils, Hernán Siles Zuazo et Luis Adolfo Siles Salinas seront présidents de la Bolivie après lui. Un autre de ses fils, Jorge Siles Salinas, historien et diplomate, jouera un rôle dans les négociations avec le Chili pour rétablir l'accès de la Bolivie à l'océan.